# Усть-Кыма
Усть-Кыма — деревня в Лешуконском районе Архангельской области. Входит в состав Койнасского сельского поселения (муниципальное образование «Койнасское»).

## Географическое положение
Деревня расположена на правом берегу реки Мезень. Ближайшие населённые пункты Койнасского сельского поселения, деревня Чучепала и деревня Чухари, расположены в радиусе 2 км в западном и северо-восточном направлениях соответственно. Расстояние до административного центра сельского поселения, села Койнас, составляет 11 км, а до административного центра Лешуконского района, села Лешуконское, — 82 км.

## Население
| Население                            | на 1 января 2010 года |
| ------------------------------------ | --------------------- |
| В возрасте до 16 лет                 | 14                    |
| Трудовые ресурсы (из них работающих) | 62 (28)               |
| Пенсионеры                           | 67                    |
| Всего                                | 150                   |
| Прибыло / выбыло (за год)            | 4 / 1                 |
| Родилось / умерло (за год)           | 1 / 7                 |

## Инфраструктура
Жилищный фонд посёлка составляет 5,9 тыс. м², покинутые и пустующие дома — 36% от общей площади жилищного фонда. Предприятия, организации и объекты социальной сферы, расположенные на территории села (со среднесписочной численностью работников) на 1 января 2010 года:
- филиал ОАО «Архоблэнерго» (5);
- отделение связи (3);
- ПО «Койнасское» (1) и др.